# آرانجلوواس

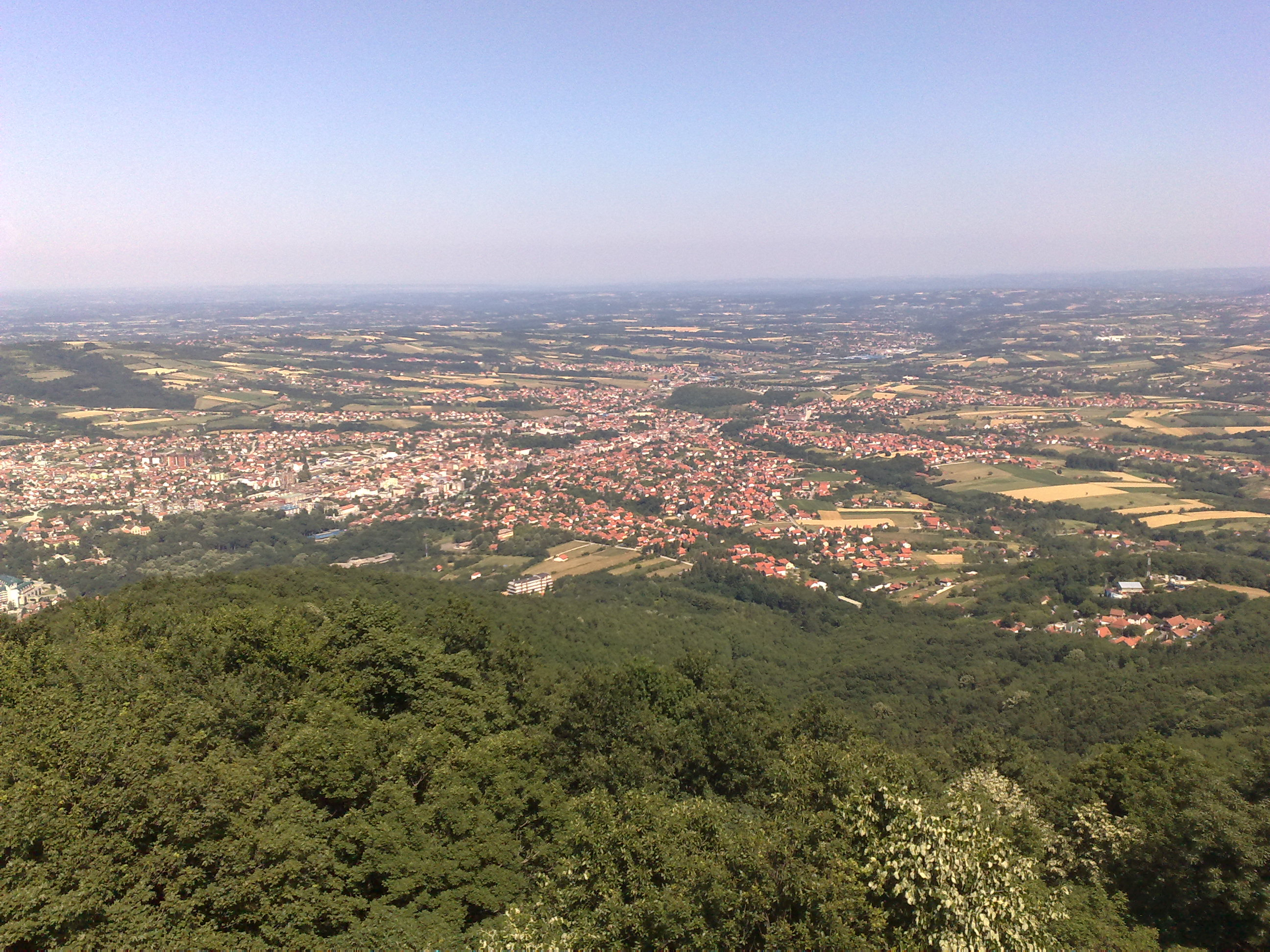
نمایی از آرانجلوواس، شهری در استان زنتراصربین کشور صربستان - ۲۰۱۱

آرانجلوواس (به صربی: Аранђеловац) شهری در استان زنتراصربین کشور صربستان است که جمعیت آن در سال ۲۰۰۶ میلادی ۲۴٫۷۵۷ نفر بوده‌است.